# Stenalcidia unidentifera
Stenalcidia unidentifera là một loài bướm đêm trong họ Geometridae.